# 卢昂区
卢昂区（法語：Arrondissement de Louhans）是法国勃艮第-弗朗什-孔泰大区索恩-卢瓦尔省所辖的一个区。总面积1430.2平方公里，总人口67030，人口密度47人/平方公里（2018年）。主要城镇为卢昂。

## 辖区
卢昂区辖有88个市镇。